# اسکلک
اِسکولَک؛ روستایی از توابع بخش مرکزی شهرستان رودبار در استان گیلان ایران است.

## جمعیت
این روستا مرکز دهستان رستم‌آباد شمالی می‌باشد جمعیت آن بیش از ۱۰۰۰ نفر (۳۵۰خانوار) است.

## مردم و زبان
مردم اسکولک به زبان‌ محلی‌اسکولکی صحبت میکنند و به زبان های تالشی و گیلکی نیز مسلط هستند.